# Antonella
Antonella – imię żeńskie, będące włoskim, hiszpańskim, duńskim, norweskim i szwedzkim zdrobnieniem od imienia Antonia. Używane jest głównie w wielu krajach Ameryki Południowej i Środkowej, różnych częściach Ameryki Północnej, a także we Włoszech, Hiszpanii i krajach skandynawskich. Męskim odpowiednikiem tego imienia jest Antonello.

## Znane osoby o tym imieniu
- Antonella Attili – aktorka
- Antonella Bellutti – kolarka
- Antonella Bortolozzi – siatkarka
- Antonella Confortola – biegaczka narciarska
- Antonella Del Core – siatkarka
- Antonella Mularoni – polityk
- Antonella Palmisano – lekkoatletka
- Antonella Ragno-Lonzi – florecistka
- Antonella Ruggiero – piosenkarka
- Antonella Scanavino – pływaczka
- Antonella Serra Zanetti – tenisistka